# Krupka
Krupka (německy Graupen) je město, které leží pět kilometrů severovýchodně od Teplic v Ústeckém kraji na úpatí Krušných hor. Žije v ní přibližně 13 tisíc obyvatel. Rozloha katastrálního území Krupky je 4 687 hektarů. Z města vede lanová dráha na vrch Komáří hůrka.

## Název
Název města je odvozen od staročeského slova krupý, tedy velký, rozlehlý. Často se nesprávně uvádí, že název pochází od krupek cínu, který se zde od pradávna těžil.

## Historie
Město je známé především svou hornickou minulostí. Po celá staletí se v Krupce těžil cín, po třicetileté válce byly v oblasti dva stříbrné doly. V novodobé historii se dále těžil i molybden, živec, wolfram, fluorit (Vrchoslav). Horské svahy, porostlé buky a jehličnany, ukrývají četné odvaly a štoly. Štola Starý Martin, která se nachází při silnici z Krupky na Komáří vížku, je zpřístupněná veřejnosti.

### Raná historie
Výskyt cínu a jeho snadné získávání z naplavenin přivedl na území Krupky první osídlence již v době bronzové. Germány postupně vystřídali Slované, a to hlavně v době stěhování národů.
První, i když nepřímé, zmínky o těžbě cínu v oblasti pocházejí z roku 965–966 z pera Ibráhíma ibn Jákúba, který byl členem poselstva cordobského chalífy al-Hakama II., jež projíždělo českými zeměmi k německému císaři Otovi I. Další zmínkou je zpráva kronikáře Matouše Pařížského z roku 1241, který lituje, že anglický cín ztratí odbytiště v Německu a v Čechách právě kvůli objevení ložisek tohoto kovu v Krupce.
V písemných pramenech z roku 1305 se o Krupce stále hovoří jako o místě, „kde se kope“. Tedy nikoli jako o městě. O Krupce jako o městě se poprvé hovoří v listinách z roku 1330, kdy král Jan Lucemburský daroval Krupku rodu Koldiců, kteří byli věrnými spojenci českých panovníků. V tom roce již stály hrady Rosenburg a Kyšperk. Město Krupka tedy pravděpodobně muselo vzniknout mezi roky 1305 a 1330. Kromě dvou již zmíněných hradů se v okolí Krupky nacházely dvě tvrze – Starý dvůr (Althof), jehož zbytky se zachovaly dodnes, a Šejnov, která byla zničena za husitských válek. Obě tvrze ležely v dnešním Bohosudově.
Z této doby pocházejí i první zmínky o okolních obcích, které dnes tvoří části Krupky. Z roku 1325 pochází první zmínka o Soběchlebech, z roku 1335 první zmínka o Unčínu (ves Unkova) a Maršově (ves Marešova) a záznam z roku 1376 hovoří o Habarticích na hřebenech Krušných hor, kde již stál kostel. Názvy obcí svědčí o slovanském složení obyvatelstva, které však s rozvojem těžby získávalo stále více německého rázu, poněvadž příliv nových pracovních sil byl větší ze saské strany.
Na konci 14. století patřil hrad Kyšperk pražskému arcibiskupovi Janovi z Jenštejna, který se zde pak v následujících letech ukrýval před zlobou krále Václava IV. po smrti Jana Nepomuckého.

### Doba rozkvětu (15. a 16. století)

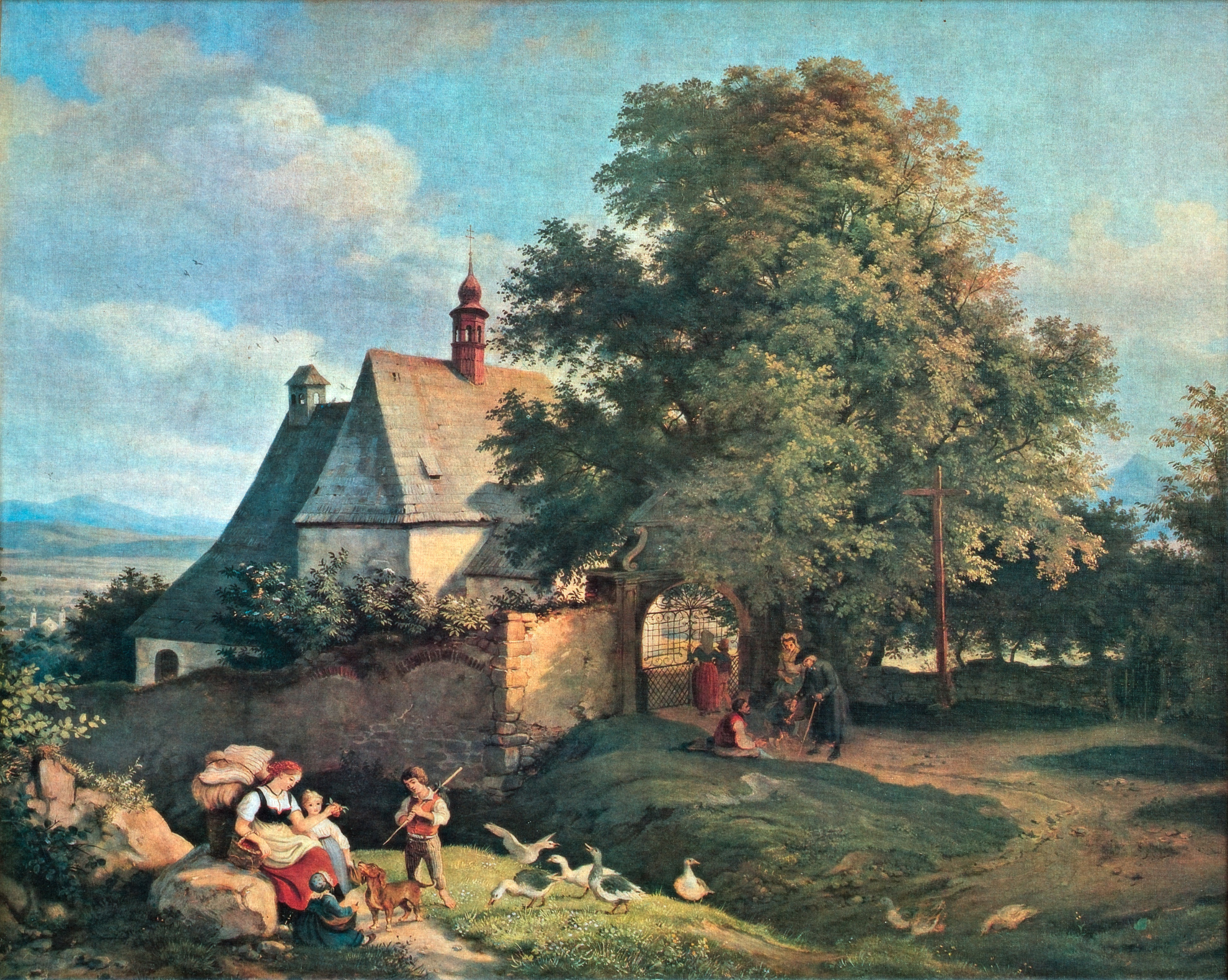
Adrian Ludwig Richter: Kostel svaté Anny u Krupky, malba z roku 1836

Na začátku 15. století se Krupky a okolních obcí, tak jako většiny Čech, dotkly husitské války. Majitel Krupky Albrecht z Koldic a krupští měšťané byli věrnými spojenci císaře Zikmunda. Ke Krupce se husité poprvé dostali v roce 1426 po vítězné bitvě u Ústí nad Labem (bitva na Běhání). Husité pronásledovali prchající křižáky a v místech, kde dnes leží Bohosudov, jich údajně asi tři sta pobili. Potomci padlých rytířů nechali na tomto místě postavit kapličku, kolem které kolem roku 1500 vznikla vesnice – dnešní Bohosudov. V téže době husité vypálili světecký klášter. Přeživší jeptišky se skrývaly v lesích kolem Krupky. Poslední z nich schovala sošku Panny Marie do lípy v místě, kde dnes stojí bohosudovská bazilika. K této sošce se váže vznik poutní tradice v Bohosudově. První pouť se konala roku 1610. V následujících letech se husité dostali ke Krupce ještě dvakrát, a to v roce 1429 a v dubnu roku 1433, kdy dobyli hrad i město.

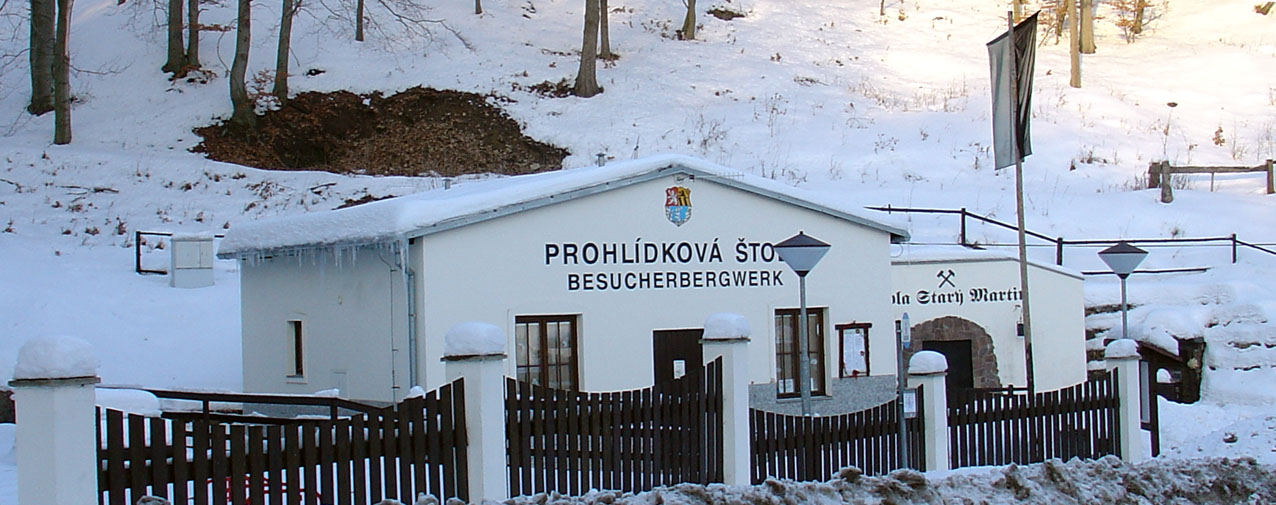
Důl Starý Martin

Po husitských válkách se město dočkalo nebývalého rozkvětu. Původní získávání rudy z naplavenin rýžováním vystřídala těžba ve skále, a to nejprve povrchová, ale od 15. století již hlubinná. Jen tak mohli horníci získat více rudy. Hlubinná těžba probíhala tak, že se nejprve razila úzká chodba sledující bohatou žílu, která byla později rozšiřována. Byla to vysilující práce v tvrdé skále. Používalo se ohně, který způsobil, že hornina popraskala a dala se lépe vytěžit. Svahy nad Krupkou jsou poseté zbytky těchto dolů. Tyto nové metody způsobily, že v průběhu 15. století vzrostla produkce cínu trojnásobně a v 16. století ještě o polovinu. Těžební území zasahovalo až po Cínovec a Dubí. O rozmachu těžby svědčí i dochovaný opis horního řádu z roku 1487. Když v roce 1469 uzavřel král Jiří z Poděbrad hraniční smlouvu se Saskem, zůstala většina nalezišť cínu na české straně.
8. ledna 1477 bylo městu uděleno Těmou V. z Koldic právo várečné na pivo ve městě i v okolních obcích. Dále byla povolena stavba pivovaru, týdenní trhy, obchod se solí a městu byla propůjčena obecní váha.
Další významná práva město obdrželo o rok později 13. ledna 1478. V ten den udělil král Vladislav II. Jagellonský městu znak, pečeť, právo pečetit červeným voskem, výroční trh, dosazovat purkmistra, radu, městské úředníky a celní svobodu. To byla zásadní městská práva, přestože Krupka zůstávala poddanským městem. Samotné město bylo v té době tvořeno dnešním historickým jádrem, tzn. Husitskou ulicí, a nemělo více než 1000 obyvatel žijících v 97 domech, z nichž 27 se nacházelo až pod dolní branou. Z té doby pochází i první zmínka o Fojtovicích (1446), Vrchoslavi (1463) a Mohelnici (1477).
V té době byli krupští občané horlivými katolíky. To se projevilo i na stavbě kostelů. V roce 1454 byl dostavěn špitál s kostelem sv. Ducha. V dalších letech byl v Krupce postaven klášter i s kostelem. Roku 1479 celé město vyhořelo. Kostely však byly postaveny znovu a v roce 1516 k nim přibyl hřbitovní kostel svaté Anny.
V 16. století začalo do města pronikat luteránství. Proto byli do bohosudovského kostela roku 1587 povoláni chomutovští jezuité, aby čelili luteránům v Krupce. V roce 1579 obec koupila celé krupské panství i s hradem a stala se na čas svobodným městem.

### 17. a 18. století

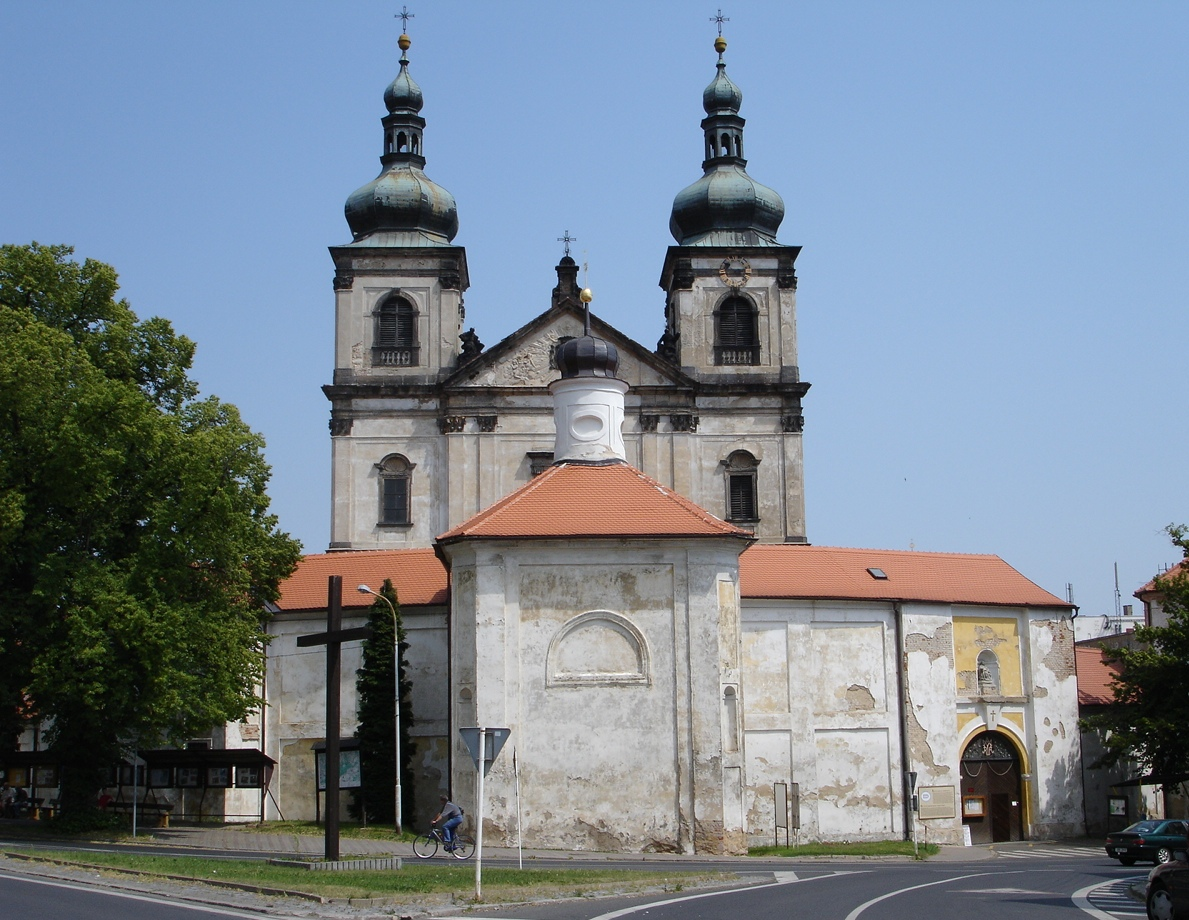
Bazilika Panny Marie Sedmibolestné je významným poutním místem

Nabytá svoboda však neměla dlouhého trvání. Již v roce 1615 daroval král Matyáš Habsburský Krupku Adamovi ze Šternberka. Tento katolický král chtěl takto zřejmě čelit krupským luteránům. Krupští se bránili soudně, ale uspěli jen částečně. Spor probíhal neuvěřitelně dlouho – celých 99 let až do roku 1715. Snad právě proto se krupští měšťané přidali na stranu neúspěšného stavovského povstání. Čeští stavové totiž nabídli krupským jejich panství znovu na prodej. Po porážce českých stavů v bitvě na Bílé hoře (1620) se panství vrátilo zpět do rukou Adama ze Šternberka.
Třicetiletá válka město zasáhla několikrát. Švédové dobyli hrad Krupka. Největší škody však napáchali ustupující Sasové (1631), kteří v Krupce zapálili 60 domů. Nelze se proto divit, že po skončení války byla třetina domů prázdných a i doly byly zpustlé. Násilná rekatolizace také vyhnala z města mnohé luteránské odborníky.
Lépe se vedlo Bohosudovu, který patřil do soběchlebského (dříve kyšperského) panství. V roce 1665 získali toto panství na základě závěti jezuité, kteří nově získaný majetek použili k financování rezidence a gymnázia (založeno 1679) a stavbě bohosudovské baziliky v letech 1701–1706. Pokoušeli se i o podnikání. V roce 1684 jezuité založili první manufakturu v Čechách na výrobu sukna a vlněných látek. Neúspěšně, manufaktura zbankrotovala roku 1688. Přesto se Bohosudovu dařilo dobře. Poutí se účastnilo mnoho lidí. Odhaduje se, že v letech 1720–1730 se poutí účastnilo až 100 000 věřících. Poutní místo také získalo nový název Mariaschein (Mariina záře). Český název Bohosudov se poprvé objevil až v roce 1848 v Popisu Království českého od Františka Palackého. Ale byl to vlastně veliký omyl. Historik obci přisoudil původní český název obce Novosedlice, která dnes tvoří předměstí Teplic. Název Bohosudov však již obci zůstal. Bohosudov se stal centrem náboženského života až do roku 1773, kdy byl jezuitský řád zrušen a s ním skončila i činnost gymnázia.
Ještě větší pohroma než třicetiletá válka Krupku postihla roku 1680. Tehdy ve městě vypukla morová epidemie zavlečená z Prahy. Zemřela celá třetina obyvatel (celkem 327 lidí). V roce 1708 přešlo krupské panství do rukou Františka Clary-Aldringen, který ho koupil.

### Krupka v moderní době

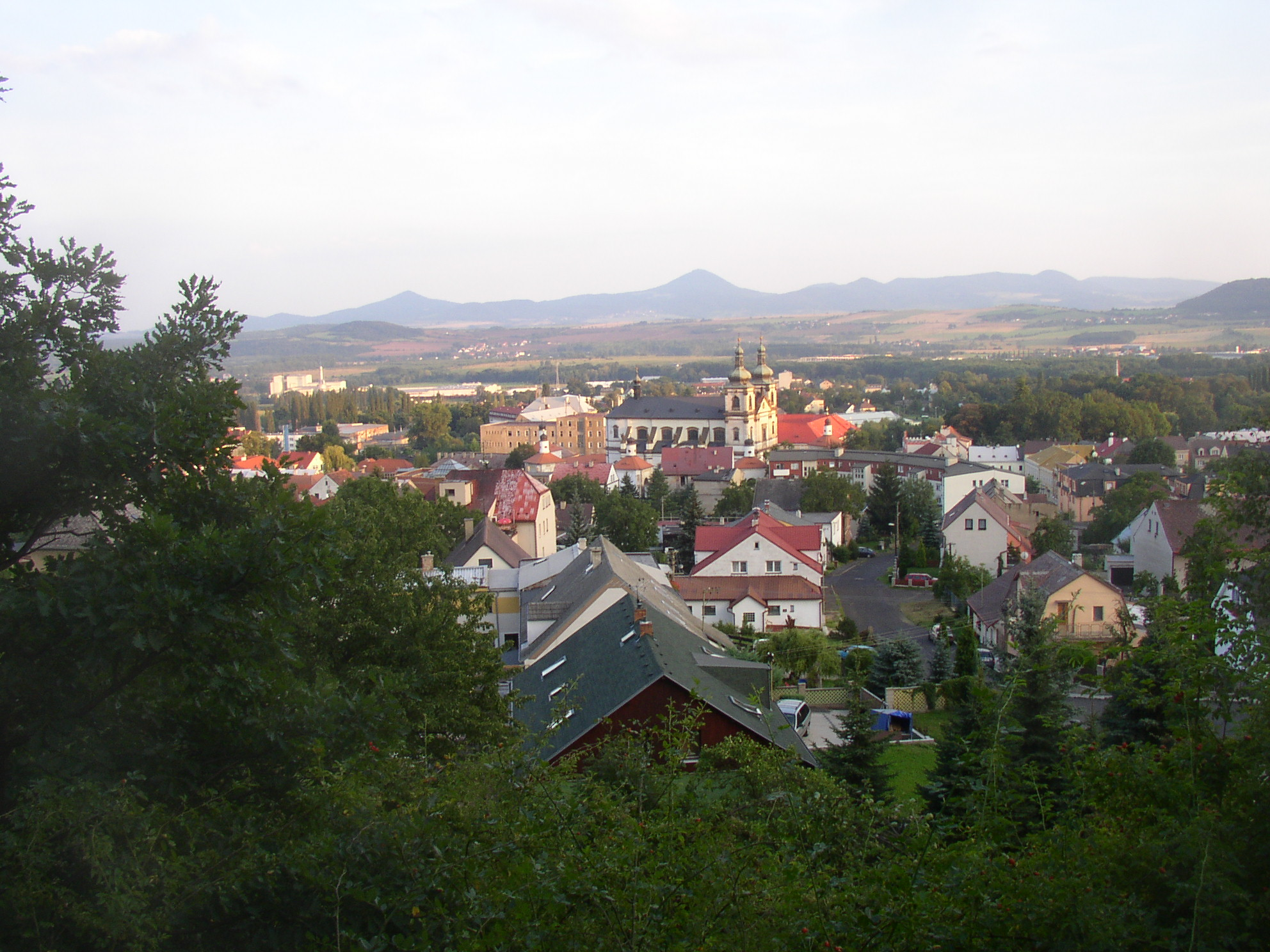
Pohled na Bohosudov z tamní kalvárie

Počátkem 19. století se v okolí Krupky objevily první uhelné doly jako předzvěst nových časů. Krupka se stala oblíbeným cílem mnoha tehdejších turistů, kteří obdivovali nádheru bohosudovské baziliky i středověkých uliček Krupky. A tak 27. května 1813 Krupku navštívil i básník Johann Wolfgang von Goethe. Nebyl sám, Krupku několikrát navštívil skladatel Richard Wagner a v roce 1872 i spisovatel Jan Neruda. V roce 1812 se v Horní Krupce narodil zakladatel moderního očního lékařství Dr. Ferdinand Artl, který zemřel ve Vídni roku 1887.
Ve dnech 29. a 30. srpna 1813 byla svedena u nedalekého Chlumce bitva mezi napoleonskými vojsky a spojenci, které tvořily vojska rakouská, ruská a pruská. Francouzi byli poraženi a císař Napoleon, který v rámci tohoto tažení navštívil horské Habartice, musel ustoupit zpět do Saska. Krupky se bitva nijak nedotkla, ale Bohosudov byl vypleněn paradoxně spojeneckými (tedy vlastními) vojáky.

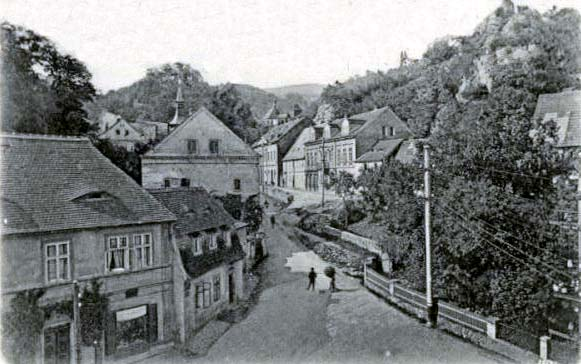
Krupka a Rosenburg (1908)

V revolučním roce 1848 bylo zrušeno vrchnostenské zřízení, které bylo nahrazeno místní samosprávou. V roce 1853 byl obnoven Jezuitský řád a tím i činnost gymnázia v Bohosudově. Rok předtím byla dokončena silnice na Komáří vížku. Krupka v té době jakoby ustrnula ve své historické době. Zato Bohosudov zažil období bouřlivého rozvoje. Souviselo to i s rozvojem železnice. V roce 1858 byl zahájen provoz na trati Teplice – Ústí nad Labem (dnes trať Ústí nad Labem – Chomutov) a v roce 1871 byl zahájen provoz na duchcovsko-podmokelské trati (dnes trať Děčín – Oldřichov u Duchcova). V Bohosudově a Vrchoslavi se začal rozvíjet průmysl. Od roku 1869 v Bohosudově pracovala nejstarší cementárna v Čechách (zrušena roku 1930). Vznikla i koželužna a v roce 1921 porcelánka, která vyráběla elektroporcelán. Dodnes také pracuje šroubárna ve Vrchoslavi, která byla založena roku 1910. Naopak cínové doly, kdysi chlouba Krupky, pomalu omezovaly těžbu. Od roku 1863 se začal těžit jako doplňkový produkt wolfram. Důlní činnost byla v Krupce ukončena roku 1922. S příchodem nových časů přišla i doba rozvoje spolkového života. V roce byl 1873 byl mimo jiné založen hasičský spolek a roku 1893 zahájila provoz městská plovárna. Krupka byla počátkem 20. století převážně německým městem. Vypuknutí první světové války v roce 1914 velká většina obyvatel s jásotem přivítala. Zato vznik Československa o čtyři roky později už ne. Situaci vyřešila až československá armáda, která město obsadila, aby stabilizovala situaci.
S nástupem nacistů v sousedním Německu se situace vyhrotila i v Krupce. V roce 1934 pořádali henleinovci demonstrace proti otevření české školy v Bohosudově, přestože v Krupce a Bohosudově žilo v té době asi 1000 Čechů. Když 9. října 1938 Krupku obsazoval wehrmacht, většina obyvatel jej nadšeně vítala. Během okupace zůstávala většina obyvatel loajální nacistickému režimu. Ne však všichni. Působili zde i němečtí antifašisté. Nejznámější byla Herta Lindnerová, popravená nacisty 29. března 1943. Během německé okupace se na čas obnovila i těžba cínu a wolframu. Na samém konci války (24. 4. 1945) zastavil na bohosudovském nádraží transport vězňů z koncentračního tábora Ossendorf. Celkem 313 vězňů krátce na to zemřelo na tyfus a zápal plic. Po válce byli pohřbeni u zbytků kostela svatého Prokopa, kde se nachází i památník této události. Další památník se nachází u Fojtovic, kde bylo při pochodu smrti ubito mnoho vězňů.
Po skončení druhé světové války bylo německé obyvatelstvo vysídleno do Německa. Tak zcela zanikly horské Habartice a Mohelnice. Fojtovice zůstaly obydleny, i když v mnohem menším rozsahu než před válkou. V roce 1947 bylo obnoveno bohosudovské gymnázium. Ne však nadlouho. V roce 1950 bylo změněno na internační tábor pro řeholníky. V roce 1952 areál dostala československá armáda, kterou v roce 1968 vystřídala armáda sovětská. Ta město definitivně opustila v roce 1991. Činnost gymnázia byla obnovena 1. září 1993. Od dubna 2010 město užívá vlajku. Krupka a její okolí bylo 6. července 2019 zapsáno do Seznamu světového dědictví UNESCO jako součást Hornického regionu Erzgebirge/Krušnohoří.
V roce 2011 média zmiňovala, že starostou Krupky se stal člověk spojený s uplácením ve volbách. V letech 2010 a 2011 zde byly dvakrát soudně zrušeny výsledky komunálních voleb kvůli kupčení s hlasy, v případě prvních voleb krajský soud změnil své rozhodnutí až na základě verdiktu ústavního soudu, zkreslení výsledků v potřetí opakovaných třetích volbách nakonec krajský soud soud uznal s tím, že pochybení nemělo vliv na rozdělení mandátů.
V roce 2005 Petr Nedvědický se dvěma společníky (z nichž jedním byl místostarosta Krupky Zdeněk Matouš) koupili pod Pozemkového fondu rozlehlé louky v Krupce, vedené jako orná půda. V říjnu 2006 je prodali liberecké firmě Investorsko-inženýrská za více než stonásobek. Výplata většiny z této částky však byla podmíněna tím, zda se podaří zastupitelstvem protlačit změnu pozemků z orné půdy na stavební parcely pro „realizaci obytné zóny“, schválit nový územní plán a vydat pravomocné územní rozhodnutí na stavbu domů a nesplnění těchto podmínek bylo uvedeno jako důvod k odstoupení od smlouvy. Zdeňkovi Matoušovi se v zastupitelstvu podařilo požadavky prosadit a následně byl novým zastupitelstvem zvolen do funkce starosty.

## Přírodní poměry
Centrum města (Bohosudov) leží v nadmořské výšce 262 metrů. Nejníže položenou částí je rybník Kateřina poblíž Soběchleb v nadmořské výšce menší než 200 metrů. Nejvýše položeným místem města je vrchol Lysé hory v nadmořské výšce 836 metrů.

## Obyvatelstvo
| | 1869  | 1880  | 1890  | 1900  | 1910  | 1921  | 1930  | 1950  | 1961  | 1970  | 1980  | 1991  | 2001  | 2011  | 2021  |
| --- | ----- | ----- | ----- | ----- | ----- | ----- | ----- | ----- | ----- | ----- | ----- | ----- | ----- | ----- | ----- |
| Obyvatelé | 2 320 | 2 904 | 3 304 | 3 543 | 4 102 | 3 882 | 4 092 | 2 229 | 2 557 | 3 033 | 2 761 | 2 356 | 2 481 | 2 588 | 2 443 |
| Domy | 310   | 342   | 370   | 393   | 418   | 416   | 459   | 537   | 1 478 | 429   | 399   | 457   | 453   | 505   | 514   |
| Data z roku 1961 zahrnují i domy z místních částí Bohosudov, Fojtovice, Horní Krupka, Nové Modlany, Unčín a Vrchoslav. |       |       |       |       |       |       |       |       |       |       |       |       |       |       |       |

Věková struktura obyvatel obce Krupka roku 2011
Rodinný stav obyvatel obce Krupka roku 2011
Vzdělání obyvatel obce Krupka roku 2011

## Městská správa

### Místní části
Dnešní město převzalo název starého hornického města, které dnes tvoří jednu z jeho několika částí. Město vzniklo postupným splynutím několika obcí a osad v jeden celek. Ty dnes tvoří jednotlivé místní části. Jsou to: Krupka, Vrchoslav, Bohosudov, Maršov, Nové Modlany a Unčín. Mimo vlastní Krupku leží Soběchleby (204 m n. m.) a horské obce Horní Krupka, Fojtovice a dnes již zaniklé Habartice a Mohelnice na hřebenech Krušných hor (všechny asi 750 m n. m.). Centrum města (náměstí, úřady, banky) se nachází v Bohosudově. Bohosudovská bazilika je rovněž významným poutním místem. Obce byly v jeden celek sloučeny v roce 1961. Soběchleby byly ke Krupce připojeny 1. července 1980.
- Krupka (historické centrum)
- Vrchoslav
- Bohosudov (JVJ 899 m od historického centra, centrum současného města)
- Unčín (VSV 2270 m od historického centra)
- Nové Modlany
- Maršov (V 2920 m od historického centra)
- Soběchleby (JV 2230 m od historického centra)
- Horní Krupka (SZS 4940 m od historického centra)
- Fojtovice (SZS 7020 m od historického centra)

### Městské symboly
Vlajka byla městu udělena rozhodnutím předsedy Poslanecké sněmovny Parlamentu České republiky dne 15. dubna 2010.

## Doprava

### Silniční doprava
Krupka má díky své poloze mezi městy Ústí nad Labem (asi 10 km) a Teplice (asi 5 km) výborné silniční spojení s těmito centry. Nedaleko Krupky se nacházejí i silniční hraniční přechody Cínovec a Petrovice do sousedního Německa. Přímo ve Fojtovicích je hraniční přechod pro pěší a cyklisty. Autobusová doprava je orientována na bližší Teplice (i několikrát za hodinu) více než na vzdálenější Ústí nad Labem (pouze několik spojů za den). Do roku 2007 mělo město vlastní linku městské autobusové dopravy.

### Železniční doprava
Město protínají dvě železniční tratě. Hlavní je dvoukolejná elektrifikovaná železniční trať Ústí nad Labem – Chomutov se stanicí Krupka-Bohosudov (do prosince 2016 se nazývala Bohosudov).
Druhou je regionální železniční trať Děčín – Oldřichov u Duchcova se zastávkami Unčín, Bohosudov zastávka, Krupka město a stanicí Krupka. Od roku 2007 až do roku 2021 na této trati nebyla objednávána pravidelná osobní doprava. To se však změnilo v souvislosti s novým jízdním řádem 2021/2022, kdy bylo rozhodnuto o znovuzavedení provozu na této trati, ovšem pouze v úseku Děčín - Telnice. Zde se osobní doprava vrátila v dubnu 2022, zbytek dráhy vzhledem k špatnému stavu trati zůstává bez provozu.

### Lanová dráha
Z městské částí Bohosudov vede dvousedačková lanová dráha na Komáří vížku. Lanovka byla postavena v letech 1950–1952 a se svými 2348 m byla nejdelší lanovou dráhou ve střední Evropě bez mezistanice. Převýšení činí 482 m.[zdroj?]

## Společnost

### Školství
- Masarykova základní škola a Mateřská škola Krupka
- Základní škola a Střední škola Krupka
- Střední škola stavební a strojní Teplice, příspěvková organizace
- Biskupské gymnázium Bohosudov

### Kultura
- Regionální muzeum
- Hasičské muzeum
- Štola Starý Martin

### Sport
- Fotbalový klub Krupka (krajský fotbalový přebor)
- RLC Dragons Krupka (mistr ČR v rugby league)
- FK Soběchleby, 2. místo okresní soutěže 2019

## Pamětihodnosti

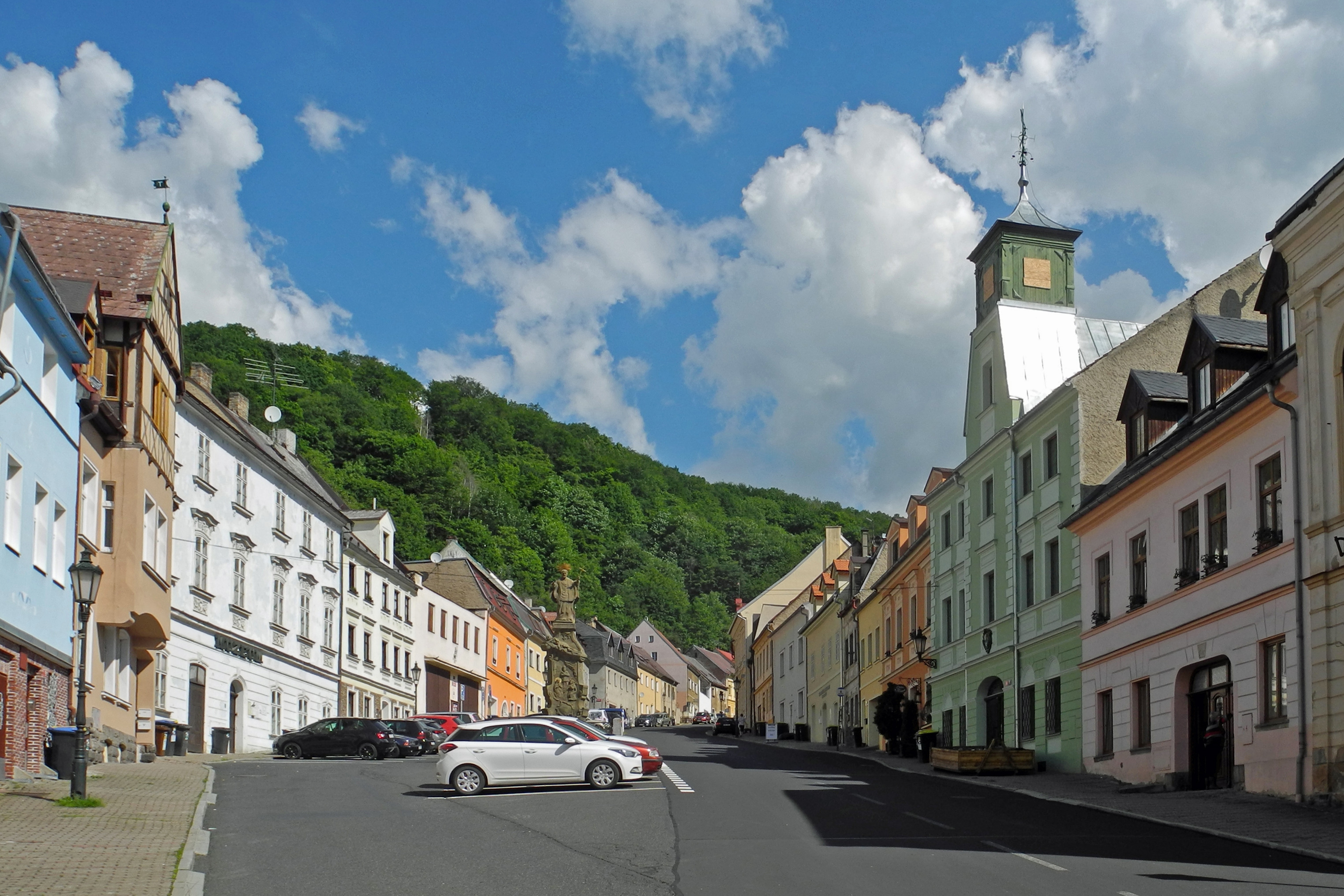
Pohled na náměstí s morovým sloupem

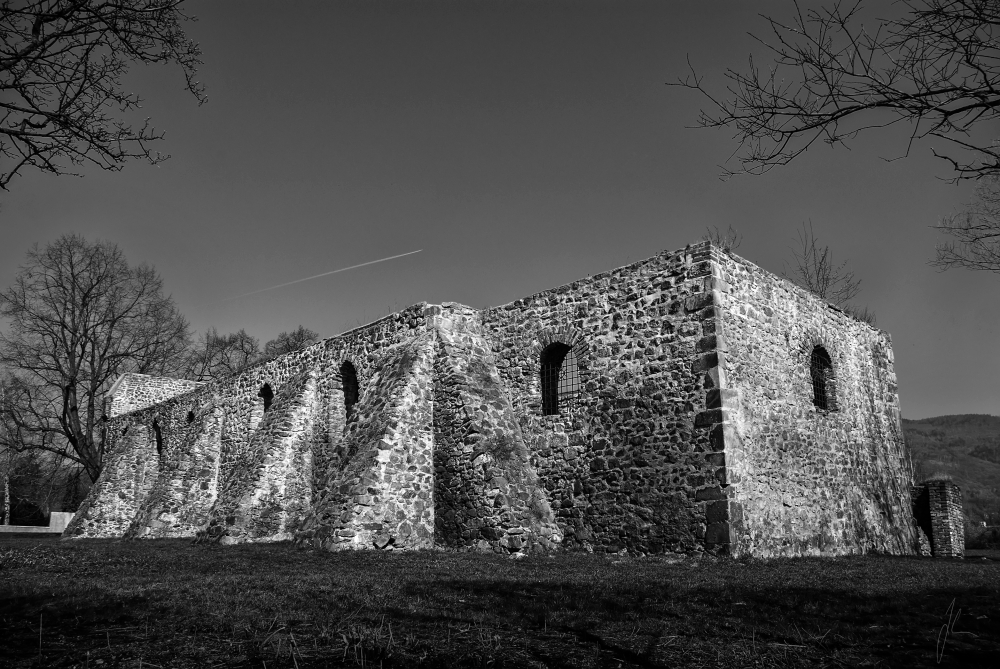
Pozůstatky kostela svatého Prokopa

### Kostel svatého Ducha
Kostel svatého Ducha z roku 1454 stojí pod kostelem Nanebevzetí Panny Marie při silnici do Horní Krupky. Roku 1538 vyhořel, v 19. století byl novogoticky přestavěn. Kostel nemá věž, ta byla zbořena v 18. století. Vypráví se, že na konci 17. století horníci věnovali kostelu zvon, avšak místní farář se rozhodl, že jej přesune do Bohosudova, kde bude lépe využit. Krupským se toto rozhodnutí nelíbilo, a tak jen farář nechal přenést tajně zadní stezkou, vedoucí zpoza dnešní zvonice dolů ke škole. Celá věc ovšem vyšla najevo; jak dopadla není známo, nicméně oné pěšině se až donedávna říkalo Zvonová stezka (Glockensteig).[zdroj?]

### Kostel Nanebevzetí Panny Marie se zvonicí
Kostel ze druhé poloviny 13. století stojí v horní části obce při silnici do Horní Krupky naproti hradu Krupka. Kostel nemá věž, ta je funkčně zastoupena zvonicí, doloženou v první polovině 15. století. Dnešní polozděná zvonice byla vystavěna po požáru původní stavby v roce 1633.

### Další památky
- Hrad Krupka byl postaven kolem roku 1320. Pustý je od 17. století. Z hradeb je nádherná vyhlídka na historické jádro Krupky.
- Hrad Kyšperk. Zřícenina hradu v lesích nad Unčínem. Dal jej postavit Jan Lucemburský. Opuštěn v 16. století. Během třicetileté války a napoleonských válek však byl obsazen vojsky.
- Starý dvůr. Zbytky středověké vodní tvrze za koupalištěm v Bohosudově.
- Štola Starý Martin. Veřejnosti přístupný důl (s průvodcem) s expozicí historie dolování cínu v okolí Krupky. Nachází se u silnice z Krupky do Fojtovic (na Komáří vížku).
- Evangelický kostel. Drobný kostelík pod hradem Krupkou při silnici do Horní Krupky. Ve věži se nachází blíže neurčený zvon.
- Kostel svaté Anny. Hřbitovní kostel v Krupce (část Libušín), který byl postaven roku 1516 a upraven roku 1618.
- U silnice z Krupky do Teplic stojí zřícenina kostela svatého Prokopa založeného koncem 13. století. Kostel vyhořel v roce 1939.
- Kalvárie a křížová cesta. Postavena v 18. a 19. století. Pěkný výhled na Bohosudov s bazilikou.
- Muzeum. Nachází se v městském domě čp. 21 v samém historickém jádru Krupky. Původní renesanční dům byl přestavován v 18. a 19. století. V muzeu je expozice vývoje těžby a zpracování cínu, geologie, paleontologie, mineralogie a historie krupského hasičského sboru.
- Městem vedou naučné stezky Po stopách horníků a Příhraniční naučná hornická stezka.
- Černý most. Technická památka, kamenný klenutý most postavený roku 1871 přes železniční trať Duchcovsko-podmokelské dráhy jako přístup od Krupky k mlýnům a hamrům v horní části Krupského potoka.
- Kamenný tříobloukový akvadukt. Převáděl vodu přes trať Duchcovsko-podmokelské dráhy, jediná zachovalá památka z kdysi rozsáhlé soustavy důlních a industriálních vodních kanálů a nádrží v okolí Krupky. V současnosti je bez vody, neudržovaný a špatně přístupný.

## Osobnosti
- Matern Schäfer (1752–1811), duchovní
- Ferdinand Laufberger (1829–1881), malíř a rytec
- Herta Lindnerová (1920–1943), odbojářka
- Petr Kodeš (* 1996), fotbalista

## Partnerská města
- Geising, Německo